# Plecoptera zonaria
Plecoptera zonaria là một loài bướm đêm trong họ Erebidae.